# Maïmouna Gueye
Maïmouna Gueye Fall es una actriz franco-senegalesa. Es conocida por sus papeles en las películas The Climb, Payoff y Bacon on the Side.

## Biografía
Después de casarse con un francés, se fue a Francia en 1998. Sin embargo, meses después, se divorció tras enfrentar el racismo y estereotipos de su esposo. Después del divorcio, se mudó a París.

## Carrera
Gueye comenzó su carrera como actriz en una adaptación teatral de Sófocles, Antígona, bajo la supervisión del escritor haitiano Gérard Chenet. En 2004, actuó en otra obra de teatro, la adaptación francesa de los famosos Monologues du vagin de Eve Ensler. Luego pasó a la producción teatral y realizó las obras de teatro Souvenirs de la dame en noir y Ella es negra, pero es hermosa.
Después de muchas obras de teatro, finalmente debutó en el cine con la película Payoff en 2003. Más tarde hizo el papel principal en la película Touristes? ¡Oh si! dirigida por Jean-Pierre Mocky en 2004.

## Filmografía
| Año  | Título                | Rol                    | Tipo                     | Ref.  |
| ---- | --------------------- | ---------------------- | ------------------------ | ----- |
| 2003 | Payoff                |                        | Cine                     |       |
| 2003 | Gomez et Tavarès      |                        | Cine                     |       |
| 2004 | Touristes? Oh yes!    |                        | Cine                     |       |
| 2008 | Le monde est petit    | Fatou                  | película para televisión |       |
| 2009 | La Première Étoile    | Coiffeuse              | Cine                     |       |
| 2010 | Il reste du jambon ?  | Val                    | Cine                     |       |
| 2012 | Drôle de famille!     | Aglae                  | Serie                    |       |
| 2015 | Maman(s)              | Mariam                 | Cortometraje             |       |
| 2015 | Persuasif             | Mme Koné               | Serie                    |       |
| 2016 | He Even Has Your Eyes | Madame Diop            | Cine                     |       |
| 2017 | L'Ascension           |                        | Cine                     |       |
| 2017 | The Climb             | Evelyne Diakhaté       | Cine                     |       |
| 2017 | Il a déjà tes yeux    |                        | Cine                     |       |
| 2017 | Le Flic de Belleville | Iman Touré             | Cine                     |       |
| 2018 | Souffle de vie        | Infirmière réanimation | Cine                     |       |
| 2019 | La reine de l'évasion | Femme TV               | Short film               |       |
| 2019 | L'Ordre des médecins  |                        | Cine                     |       |
| 2020 | Mignonnes             | Mariam                 | Cine                     | [ 5 ] |